# Wallenfels
Wallenfels è un comune tedesco di 3 053 abitanti, situato nel land della Baviera.